# Rancho (culinária)

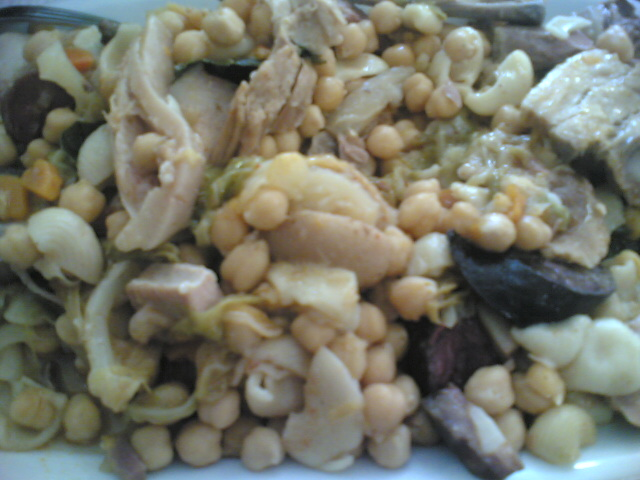
Rancho à moda de Viseu

O prato rancho é típico da culinária portuguesa, sendo de origem da região de Trás-os-Montes e Alto Douro.
Existem diversas formas de o confeccionar, sendo a mais conhecida e divulgada a oriunda de Viseu. O rancho é confeccionado com diversos ingredientes, entre os quais o toucinho, o chouriço, o chouriço de vinho, a farinheira, a couve, a massa (macarrão ou outros tipos), o grão, a batata e a cenoura. Os ingredientes são todos cozidos na mesma água, alternadamente. A água acaba por transformar-se num caldo, que deve ser abundante na altura em que o rancho é servido.